# Феррейра Боржиш, Жозе
Жозе Феррейра Боржиш (порт. José Ferreira Borges; 8 июня 1786, Порту — 14 ноября 1838, там же) — португальский политический и государственный деятель, адвокат и экономист. Один из лидеров португальской буржуазной революции 1820 года.

## Биография
Окончил Университет Коимбры.
Занимался адвокатурой в Порту.
С 1818 года — участник возникшей в Порту буржуазной организации «Синедрион». С началом революции в августе 1820 стал секретарём Временной хунты верховного правительства в Порту, объединившейся в сентябре 1820 года с Лисабонской хунтой; депутат революционных кортесов (1821—1822), с 6 марта 1823 — член Государственного совета.
С наступлением реакции в мае 1823 года эмигрировал, в 1820 — начале 1830-х гг. в основном жил в эмиграции в Лондоне и постепенно отошёл от активной политической жизни.
Известен главным образом как главный автор первого португальского коммерческого кодекса, широко называемого Кодексом Феррейры Боржиша, который был обнародован в 1833 году и действовал в течением 60 лет.